# 아름다운 유산
"아름다운 유산"은 2011년에 개봉한 대한민국의 영화이다.

## 캐스팅
- 이연재 : 수정 역
- 김민수 : 민성 역
- 동하 : 경태 역
- 전무송 : 이명식 역
- 임현성 : 준기 역
- 이은 : 지민 역